# Roger Gimbel
Roger Gimbel (* 11. März 1925 in Philadelphia, Pennsylvania; † 26. April 2011 in Los Angeles, Kalifornien) war ein US-amerikanischer Fernsehproduzent und Emmy-Preisträger.
Viele von Gimbels Produktionen handeln von Themen wie häusliche Gewalt, Geisteskrankheiten und anderen gesellschaftlichen Konflikten.
Insgesamt war Gimbel für mehr als 500 Produktionen verantwortlich, von denen 18 mit dem Emmy ausgezeichnet wurden.  Zu seinen Werken gehören u. a. A War of Children (Emmy-Preisträger 1973 zusammen mit George Schaefer), The Autobiography of Miss Jane Pittman, Queen of the Stardust Ballroom, Cowboy mit 300 PS und S.O.S. Titanic. Er produzierte Sendungen u. a. mit Bing Crosby, Sophia Loren und Dean Martin.
Roger Gimbel studierte an der Yale University Wirtschaftswissenschaften. Im Zweiten Weltkrieg diente er bei den United States Army Air Forces in Italien.
Gimbel starb am 26. April 2011 an einer Lungenentzündung. Er hinterließ seine Ehefrau, die Schauspielerin Jennifer Warren, mit der er seit 1976 verheiratet war, und vier Kinder.